# Stefano della Santa
Stefano Della Santa, nacido el 22 de mayo de 1967 en Lucca, en Toscana, es un antiguo ciclista profesional italiano.

## Biografía
Profesional de 1989 a 2000, Stefano Della Santa ganó la Bicicleta Vasca, la Vuelta a Andalucía y la Semana Catalana como victorias más importantes.

## Palmarés
1993
- Tour de Campanie
- Trofeo Melinda

1994
- Bicicleta Vasca
- Vuelta a Andalucía, más 2 etapas
- Semana Catalana, más 1 etapa

1995
- Vuelta a Andalucía

2000
- 1 etapa del Tour de Beauce

## Resultados en Grandes Vueltas y Campeonatos del Mundo
| Carrera         | 1989 | 1990 | 1991 | 1992 | 1993 | 1994 | 1995 | 1996 | 1997 | 1998 | 1999 | 2000 |
| --------------- | ---- | ---- | ---- | ---- | ---- | ---- | ---- | ---- | ---- | ---- | ---- | ---- |
| Giro de Italia  | -    | Ab.  | 22º  | Ab.  | 21º  | Ab.  | -    | -    | -    | -    | -    | -    |
| Tour de Francia | -    | -    | -    | -    | -    | -    | -    | -    | -    | -    | -    | -    |
| Vuelta a España | -    | -    | -    | -    | -    | -    | 10º  | -    | -    | -    | -    | -    |
| Mundial en Ruta | -    | -    | -    | -    | -    | 5º   | -    | 11º  | 52.º | -    | -    | -    |

-: no participa

Ab.: abandono

## Equipos
- Pepsi Cola-Cucine (1989)
- Amore & Vita (1990-1992)
- Mapei (1993)
- Eldor-Viner (1993)
- Mapei (1994-1996)
- Mercatone Uno (1997)
- Amica Chips (1998-1999)
- Alexia Alluminio (2000)